# الاحتجاجات الصربية (2020)
بدأت سلسلة من الاحتجاجات وأعمال الشغب في 7 يوليو 2020، بسبب إعلان الحكومة إعادة فرض حظر التجول وسوء تعامل الحكومة المزعوم مع حالة مرض فيروس كورونا، فضلًا عن كونها استمرارًا جزئيًا لحركة «واحد من خمسة ملايين».
كان الطلب الأولي للمتظاهرين هو إلغاء إعادة حظر التجول المخطط فرضه خلال شهر يوليو في صربيا، الذي جرى تحقيقه بنجاح في أقل من 48 ساعة من الاحتجاج. طالب المتظاهرون أيضًا باستجابة أكثر تقنية لأزمة مرض فيروس كورونا والمزيد من المعلومات الواقعية والبناءة حول الوضع الطبي المستمر.
ومن بين الأسباب الأخرى، كانت الاحتجاجات متأثرة بأزمة المؤسسات الديمقراطية في ظل حكم ألكسندر فوتشيتش والقلق المتزايد من أن الرئيس يجمع كل السلطات في يديه على حساب البرلمان.

## خلفية

### سوء إدارة جائحة مرض فيروس كورونا
في 7 يوليو 2020، وهو اليوم الذي بدأت فيه الاحتجاجات، شهدت صربيا أكثر أيامها دموية على الإطلاق خلال جائحة فيروس كورونا في صربيا مع 13 حالة وفاة.
وقال الرئيس فوتشيتش إن الوضع في العاصمة ينذر بالخطر، وأعلن أنّه يحظر التجمعات التي تَضم أكثر من 5 أشخاص ويفرض حظر تجول من الساعة السادسة مساءًا من يوم الجمعة حتى الساعة الخامسة صباحًا من يوم الاثنين بالتوقيت المحلي.
اتُهمت حكومة صربيا بإخفاء الأعداد الحقيقية للأشخاص المصابين والمتوفيين جَرَّاء فيروس كورونا.
إذ أظهرَ بحث موقع بي آي آر إن أنَّه في الفترة من 19 مارس إلى 1 يونيو 2020، توفي ما مجموعه 632 شخصًا في صربيا، وكانت نتيجة اختبارهم إيجابية لفيروس كورونا، وهو أكثر من ضعف العدد المعلن رسميًا، والبالغ 244 حالة وفاة في تلك الفترة.
وعَلِمَ موقع بي آي آر إن ذلك من طريق تحليل البيانات، التي جرى الحصول عليها من نظام معلومات فيروس كورونا التابع للولاية.
وقد اتُهم الرئيس برفعه الإغلاق في وقت مبكر جدًا، من أجل إجراء انتخابات برلمانية فاز فيها حزبه بأغلبية ساحقة.
خلال هذه الفترة، حدثت حفلات كبيرة وفعاليات رياضية وتجمعات أدت إلى زيادة عدد المصابين بنحو كبير.
وكما أقيم حدث رياضي كبير، مباراة كرة قدم بين ريد ستار وبارتيزان وحضرها عشرات الآلاف من الأشخاص.
وقال أحد المتخصصين البارزين في فريق أزمة فيروس كورونا، المرتبط ارتباطًا وثيقًا بالحزب الحاكم في مشاريع المال الوهمية، إن الأحداث الرياضية لم تكن خطرًا وبائيًا لأن «التذاكر جرى بيعها عبر الإنترنت» حتى وإن حضر الآلاف دون ممارسة إجراءات التباعد الاجتماعي أو ارتداء الأقنعة.
بعد هذه الأحداث، دعت صحيفة داناس فريق أزمة فيروس كورونا التابع للحكومة الصربية «للاستيقاظ من السبات» وحظر التجمعات الكبيرة.
بدأ فريق أزمة فيروس كورونا التابع للحكومة الصربية النظر إلى تعزيز تدابير فيروس كورونا بعد يوم واحد من الانتخابات.

### ادعاءات تزوير الانتخابات
اتهم ساشا رادولوفيتش (زعيم حزب إناف إز إناف المعارض) حزب التقدم الصربي الحاكم بتزوير الانتخابات، وقال إنه جرى تسجيل العديد من المخالفات.
وقال رادولوفيتش إن مفوضية الانتخابات الجمهورية تجاهلت مرارًا أدلة المخالفات التي قدمها حزبه واتهمهم بالعمل لصالح الحزب الحاكم.
كانت حركته قد قدمت 2700 شكوى، وفي 30 يونيو قال رادولوفيتش لوسائل الإعلام إن المحكمة الإدارية قبلت رسميًا 175 شكوى قدمها حزبه، قائلًا إن التصويت بالتالي يجب أن يتكرر في 2700 مركز اقتراع، ما يشكل ثلث جميع محطات الاقتراع.
وكان قد اتهم مفوضية الانتخابات بعدم مراعاة الإجراءات الصحيحة في أثناء فرز الأصوات، مشيرًا إلى أنه لم يجر فحص محتوى صندوق الاقتراع، وأن نتائج التصويت جرى تحديدها فقط على أساس استمارات العدّ لأوراق الاقتراع.
أيد رادولوفيتش الاحتجاجات، وذكر أن هدف حزبه هو إبطال نتائج الانتخابات، والدعوة إلى انتخابات جديدة.
وقال إن الهدف من الاحتجاج يجب أن يكون إجبار الحكومة على تنظيم انتخابات جديدة.
وأيضًا قدم ادعاءات إلى المحكمة الدستورية في صربيا، وهدد بتقديم تقرير إلى المحكمة الأوروبية لحقوق الإنسان إذا لم تُلغ المحاكم الصربية الانتخابات.
وتعدّ سيادة القانون واستقلال القضاء معوقتان بنحو خطير، وفقًا لتقييم تقرير المفوضية الأوروبية لصربيا 2019.